# فرودگاه شهرستان هیل
فرودگاه شهرستان هیل (به انگلیسی: Hale County Airport) یک فرودگاه همگانی با کد یاتا PVW است که یک باند فرود آسفالت دارد و طول باند آن ۱۸۲۸ متر است. این فرودگاه در شهر پلینویو، تگزاس کشور ایالات متحده آمریکا قرار دارد و در ارتفاع ۱۰۲۸ متری از سطح دریا واقع شده‌است.